# Perdiu boscana bec-roja
La perdiu boscana bec-roja (Arborophila rubrirostris) és una espècie d'ocell de la família dels fasiànids (Phasianidae) que habita al sotabosc de la selva humida de les muntanyes de Sumatra.